# Premio Kandinski
El Prix Kandisky (Premio Kandinsky)  es un premio artístico francés otorgado  en París de 1946 a 1961.

## Historia
El premio fue creado por Nina Kandinsky en memoria de su marido Wassily Kandinsky, fallecido en 1944. Siendo Kandinsky un pionero del arte abstracto, el objetivo del premio era promover a los pintores jóvenes que trabajaban en el campo de la abstracción y el arte informal .
El premio fue otorgado por primera vez en 1946 por un jurado formado, entre otros, por Léon Degand, Charles Estienne y Wilhelm Uhde . Los primeros ganadores del premio, recién creado, fueron los pintores Jean Dewasne y Jean Deyrolle, siendo el último ganador en 1961 el pintor Piero Dorazio .
Los premios incluían una exposición en la galería Denise René de París  .

## Premiados
- 1946 : Jean Dewasne y Jean-Jacques Deyrolle
- 1947 : Serge Poliakoff
- 1948 : Max Bill y Jean Leppien
- 1949 : Youla Chapoval y Marie Raymond
- 1950 : Richard Mortensen
- 1951 : Jean Degottex
- 1952 : Pablo Palazuelo
- 1953 : Alejandro Istrati
- 1955 : Natalia Dumitresco
- 1960 : Eduardo Chillida
- 1961 : Piero Dorazio

## Exposiciones
- 1975 Les Prix Kandinsky 1946-61, Galerie Denise René, París